# Naxos (Velká Holná)
Naxos je jeden z největších rybničních ostrovů v České republice. Nachází se uprostřed rybníka Velká Holná v katastrálním území Ratiboře v okrese Jindřichův Hradec.

## Flóra
Vegetace na ostrově zahrnuje stromy staré více než 100 let, zejména lípy, borovice, smrky, buky.

## Fauna
Na ostrově hnízdí někteří vzácní ptáci, proto byl prohlášen za přírodní biosférickou rezervaci.